# Gustaf Kjellberg
Nils Gustaf Kjellberg, född 25 februari 1827 i Alsters socken, Värmlands län, död 25 juni 1893 i Uppsala, var en svensk psykiater. Han var bror till Adolf Kjellberg och far till Lennart Kjellberg.

## Biografi
Kjellberg studerade vid Uppsala universitet och blev 1851 medicine kandidat, 1853 medicine licentiat, 1856 kirurgie magister och 1863 medicine doktor på avhandlingen Om sinnessjukdomarnes stadier. Efter att ha tjänstgjort som läkare vid armén och flottan samt som koleraläkare (1850), distriktsläkare på landet (1853–1855) och sjukhusläkare vid Allmänna garnisonssjukhuset (1855–1856) utnämndes han 1856 till överläkare vid Uppsala centralhospital för sinnessjuka (sedermera Ulleråkers sjukhus), och blev även prefekt vid Uppsala universitets psykiatriska klinik (öppnad 1859) samt 1863 e.o. professor i psykiatri vid nämnda universitet.
År 1869 grundade Kjellberg (i samverkan med bland andra Otto von Feilitzen) i Stockholm Föreningen för sinnesslöa barns vård. År 1877 utsågs han till ledamot av kommissionen för uppgörande av förslag till nya hospitalsbyggnader, blev samma år till ledamot av kungliga kommittén för granskning av 1858 års stadga angående sinnessjukas behandling och vård samt förordnades 1878 till inspektör för de utanför huvudstaden inrättade sinnesslöanstalterna för barn.
Kjellberg företog flera långvariga studieresor i utlandet och anses vara grundläggaren av psykiatrins vetenskapliga studium i Sverige. Utöver gradualavhandlingen författade han en rad uppsatser om ungdomsvård och undervisning publicerade i Uppsala läkareförenings förhandlingar.
Gustaf Kjellberg är begravd på Uppsala gamla kyrkogård.

## Eftermäle
I bostadsområdet Ulleråker, i södra delen av Uppsala, finns numera Gustaf Kjellbergs väg, vilken är uppkallad efter honom.